# Christence Kruckow
Christence Kruckow (* um 1560; † 26. Juni 1621 in Kopenhagen) war die einzige dänische Adlige, die als Hexe hingerichtet wurde. Die von ihr kurz vor ihrem Tod testamentarisch verfügte Stiftung der geköpften Jungfrau, dänisch Den halshuggede Jomfrus Legat, unterstützte bis ins 20. Jahrhundert hinein arme Studenten der Kopenhagener Universität.

## Leben
Christence Kruckow war eins von sechs Kindern des Gutsbesitzers Axel Nielsen Kruckow († nach 1568) von Årslevgård im Kirchspiel Årslev bei Nyborg auf Fünen und der Anne Mogensdatter Bielke. An die Familie, die das Gut seit dem 15. Jahrhundert besaß, erinnern in der örtlichen Pfarrkirche die Kanzel, die Christences ältester Bruder Jens Kruckow († 1621) 1590/1606 stiftete, und das Logengestühl.
Als junges Mädchen lebte Christence Kruckow bei ihrer etwa zehn Jahre älteren Verwandten Berte Friis und deren Ehemann Eiler Jacobson Brockenhuus (1548–1602), die 1574 geheiratet hatten, auf Gut Nakkebølle im Süden von Fünen. Nachdem Berte Friis 1582 gestorben war, heiratete Brockenhuus zwei Jahre später die zwanzigjährige Anne Bille (1564–1640). Christence, die sich wohl Hoffnung gemacht hatte, selbst Brockenhuus’ zweite Frau zu werden, verließ Nakkebølle einige Zeit nach der Hochzeit. Wo sie anschließend wohnte, ist nicht bekannt.
Anne Bille gebar in den folgenden vierzehn Jahren fünfzehn Kinder, die entweder schon tot zur Welt kamen oder kurz nach der Geburt starben. Ihre Cousine Anne Hardenberg (1566–1625) hatte 1596 im Elternhaus im nahegelegenen Hagenskov eine Totgeburt erlitten und Hexerei dafür verantwortlich gemacht. Ihr Mann Johann Rud ließ einige Mägde festnehmen, die unter der Folter die Herrin des Nachbargutes, die wohlhabende adlige Witwe Karen Gyldenstierne (1544–1613), beschuldigten. Die Mägde waren hingerichtet worden, als die beiden Gutsherrenfamilien sich auf Druck des Königs vertrugen. Nach diesem Vorbild wurden auch auf Nakkebølle mehrere Mägde angeklagt. Beim Verhör gaben sie an, Christence Kruckow habe bei der Hochzeit 1584 mehrere Schadenszauber gegen Anne Bille ausgeführt. Unter anderem habe sie eine Wachspuppe auf den Namen Anna getauft und begraben sowie das Brautbett verhext. Die Mägde wurden als Hexen verbrannt. Gegen Kruckow wurden wohl auch Untersuchungen eingeleitet, die entsprechenden Unterlagen sind jedoch nicht erhalten, nur die von Kruckow verfasste Eingabe, die ihr Bruder Jens Kruckow als ihr Vormund beim für Nakkebølle zuständigen Hardesthing der Sallinge Harde einreichte. Darin erklärte sie, das Brautbett nur ausgemessen zu haben, und hinterfragte den Wahrheitsgehalt der Anklage, die allein auf der Behauptung der bereits hingerichteten Mägde beruhte. Ihr Bruder strengte eine Verfahrensklage gegen die lokalen Richter an, die nicht über eine Adlige hätten zu Gericht sitzen dürfen, und zudem eine Verleumdungsklage gegen Eiler Brockenhuus, dem er außerdem vorwarf, seine Mägde gefoltert zu haben, was einem Gutsbesitzer nicht erlaubt war. Brockenhuus klagte daraufhin seinerseits Jens Kruckow der Verleumdung an. Der Streit ging bis vor den König Christian IV., der die beiden Männer am 17. Juni 1598 zu einem Vergleich brachte. Die Anklage gegen Christence Kruckow wurde fallengelassen. In den folgenden Jahren lebte sie bei ihrem anderen Bruder Eiler Kruckow († 1621) in Bellinge.
Um 1607 verkaufte Eiler Kruckow sein Gut Bellinge und zog nach Lolland, wo er Landrichter war. Christence Kruckow, die unverheiratet geblieben war, zog zu ihrer mit Aage Rosengiedde verheirateten Schwester Anne nach Aalborg in Nordjütland. Um diese Zeit war in Aalborg die Hexenfurcht weit verbreitet. Bereits 1611/12 fanden Prozesse statt. Dabei wurde auch Kruckow nachgesagt, sich an den magischen Praktiken einiger Bürgerfrauen beteiligt zu haben. Wieder waren Wachspuppen im Spiel. Zwei Frauen wurden verbrannt, Kruckow blieb unbehelligt. 1615 stiftete sie zusammen mit ihrer Schwester ein Legat über 200 Taler für die Unterstützung armer Schüler der örtlichen Lateinschule.
Zu David Jensen Klyne, dem Pastor der Vor Frue Kirke, dessen Pfarrhaus direkt neben Kruckows Haus lag, hatten die Schwestern kein gutes Verhältnis. So hatte Christence Kruckow einmal eine ledige Schwangere aufgenommen, der der sittenstrenge Pastor die seelsorgliche Betreuung verweigerte. 1618 kam es dann zu einem Streit zwischen Kruckow und dem Pastor um eine Dachrinne. Kurze Zeit später wurde die Frau des Pastors verrückt. Ihr Mann verdächtigte Christence Kruckow, sie verhext zu haben. Ihm fehlte jedoch ein Beweis. Dann wurde im folgenden Jahr eine Frau, die von den Verurteilten des Prozesses von 1612 besagt worden war, verhaftet. In den Verhören gab sie an, Mitglied eines Hexenzirkels zu sein. Christence Kruckow sei ihre Anführerin und die Geschickteste von ihnen, die am meisten von dem Glück, das sie ihren Opfern stahlen, für sich behalten habe. Ausgerechnet ein Cousin von Anne Bille, die mittlerweile Witwe war, führte die Ermittlungen und unterrichtete König Christian IV. Dieser hatte 1617 ein Gesetz zur Ausrottung der Hexerei erlassen und ließ 1620 eine Untersuchung anstellen. Die Zeugenbefragungen, die weitere Belege für Kruckows angebliche Hexerei ans Licht brachten, führte Otte Skeel, Lehnsmann auf Aalborghus und enger Vertrauter des Königs. So sollte sie einem Mann im Streit eine Verletzung vorausgesagt haben, ein anderer wollte gesehen haben, wie sie 1611 eine der 1612 hingerichteten Frauen von einer kindsgroßen Wachspuppe ‚entband‘, und der Pastor bestätigte den zeitlichen Zusammenhang des Streits mit Kruckow mit der Erkrankung seiner Frau. Auch sollte sie einem kranken Mann mit Buchstaben beschriftete Hostien zugeschickt haben, worauf dieser gesundete. Letzteres gab Kruckow zu, ansonsten berief sie sich auf ihren Freispruch 1597 und darauf, dass eine Anklage unter der Folter ungesetzlich sei. Den Richtern schien jedoch ihre Schuld ausreichend bewiesen. Kruckow wurde verhaftet und im ehemaligen Dueholm Kloster in Nykøbing Mors, seit der Reformation ein Krongut, interniert. Die Fälle der übrigen im Zuge dieser Untersuchungen als Hexen verdächtigten Frauen in Ålborg überließ der König den örtlichen Behörden, die vier von ihnen zum Tode auf dem Scheiterhaufen verurteilten.
Im Mai 1621 brachte man Christence Kruckow nach Kopenhagen, damit sie sich dort auf dem Herrentag am 9. Juni 1621 vor dem König und dem Reichsrat verantwortete. Die Anklage von 1598 wurde wieder aufgerollt und durch die neuen Anklagepunkte erweitert. Da Kruckow sich als Frau vor dem Gericht nicht selbst verteidigen konnte, blieb ihr nichts anderes übrig, als sich auf die Gnade des Königs und des Reichsrats zu berufen. Ihre beiden Brüder, die letzten männlichen Vertreter ihres Geschlechts, die sie hätten vertreten können, waren kurz zuvor gestorben. Wohlhabende und einflussreiche Verwandte hatte Christence im Gegensatz zu Anne Bille nicht. Sie wurde schuldig gesprochen. Da ihr mit dem Todesurteil auch ihr adliger Rang abgesprochen wurde, wurde sie nach dem Urteil vermutlich noch gefoltert, um sie zu weiteren Geständnissen zu bringen. Der Feuertod blieb ihr allerdings erspart. Am 26. Juni 1621 wurde sie mit dem Schwert hingerichtet. Anders als Hingerichtete sonst erhielt sie ein anständiges Begräbnis in der Kirche von Sønderholm auf Himmerland, in deren Kirchspiel das Gut Store Restrup lag, das entfernten Verwandten aus der Familie Gyldenstierne gehörte.

## Den halshuggede Jomfrus Legat
In ihrem Testament hatte sie kurz vor ihrem Tod 1000 Reichstaler als Stiftung für arme Studenten der Kopenhagener Universität bestimmt. Zur Deckung der Kosten ihrer Unterbringung im Kopenhagener Schloss wurde die Hälfte dieses Betrags verbraucht. Von den verbliebenen 500 Talern ließ Otte Skeel als Vormund von Margrethe Rosengiedde, der einzigen noch lebenden Erbin der Geschwister Kruckow, 1623 das Stipendium Decollatæ Virginis, die Stiftung der geköpften Jungfrau, begründen. Diese Stiftung bestand bis 1920.